# Cagliano
Cagliano (Cajan in dialetto brianzolo) è una frazione geografica del comune di Colle Brianza in provincia di Lecco posta in posizione rialzata a sudest del centro abitato, sulla strada verso Olgiate Molgora.

## Storia
Registrato agli atti del 1751 come un villaggio milanese di soli 94 abitanti, pochi anni dopo incorporò le frazioni Giovenzana e Campsirago salendo a 332 anime, e alla proclamazione del Regno d'Italia nel 1805 risultava avere 382 residenti. Nel 1809 un regio decreto di Napoleone determinò la soppressione dell'autonomia municipale per annessione a Nava, ma il Comune di Cagliano fu poi ripristinato con il ritorno degli austriaci. L'abitato crebbe poi lentamente, tanto che nel 1853 risultò essere popolato da 392 anime, salite a 397 nel 1871. L'inizio del XX secolo vide la località riprendersi un poco, tanto da far registrare 453 abitanti nel 1921. Fu il fascismo a decidere di riprendere l'antico modello napoleonico e sopprimere il comune riaggregandolo a Nava, formando l'odierno Colle Brianza istituito il 5 febbraio 1928.